# Manfreda paniculata
Manfreda paniculata là một loài thực vật có hoa trong họ Măng tây. Loài này được L.Hern., R.A.Orellana & Carnevali mô tả khoa học đầu tiên năm 2008.